# کیم مازل
کیم مازل (به انگلیسی: Kym Mazelle) با نام کامل کیمبرلی گریگزبی (به انگلیسی: Kymberly Grigsby) (زاده ۱۰ اوت ۱۹۶۰) خواننده و ترانه‌سرا آمریکایی است.